# Station Oldenzaal
Station Oldenzaal is het spoorwegstation van de Nederlandse stad Oldenzaal. Het werd geopend op 18 oktober 1865 aan de spoorlijn Almelo - Salzbergen.

## Eerste stationsgebouw

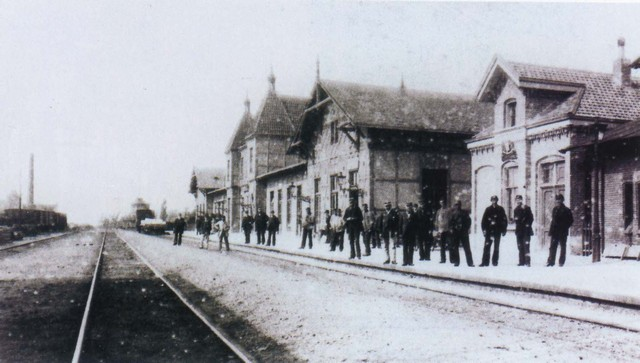
Station Oldenzaal in 1885

Het eerste stationsgebouw, een uniek ontwerp, werd in 1865 gelijktijdig met de spoorlijn geopend. Het gebouw was afgeleid van het (nog altijd bestaande) stationsgebouw van Bentheim en net als het stationsgebouw van Almelo gebouwd volgens het vakwerksysteem. Toen de Maatschappij tot Exploitatie van Staatsspoorwegen de exploitatie op de spoorlijn overnam, kwam ook het stationsgebouw van Oldenzaal in beheer van deze maatschappij. Niet veel later werd het in 1884 en 1887 verbouwd. Het gebouw werd hierbij vergroot en was niet langer symmetrisch. Ook werden de gevels bepleisterd.
Van 1890 tot 1935 droeg het station officieel de naam station Oldenzaal AS, waarbij de letters staan voor de Spoorweg-Maatschappij Almelo-Salzbergen. Deze naamswijziging was nodig om onderscheid te maken met het station Oldenzaal EO dat de Lokaalspoorwegmaatschappij Enschede – Oldenzaal in de stad bouwde. Dit station was in die periode het eindpunt van de spoorlijn Boekelo - Oldenzaal EO.
Op 20 mei 1951 werd het traject Hengelo - Oldenzaal geëlektrificeerd, tezamen met Apeldoorn - Hengelo - Enschede.

## Tweede stationsgebouw
Het stationsgebouw brandde op 14 juli 1953 bijna volledig af. Hierna werden de restanten gesloopt. In 1957 kwam het nieuwe stationsgebouw gereed. De kroonluchters die bij de brand zijn gered, zijn in het nieuwe stationsgebouw opgehangen. Lange tijd was Oldenzaal een belangrijk grensstation. Met het openstellen van de grenzen zijn echter de meeste douane-activiteiten gestaakt. Na de elektrificatie van het baanvak Oldenzaal - Bad Bentheim in 1976 stopten de meeste internationale treinen niet meer in Oldenzaal en werd de restauratie gesloten. In juni 1991 was het gedaan met alle stops van internationale treinen. In het stationsgebouw is sinds 2005 een restaurant gevestigd.

## Draaischijf en perronsporen
Oldenzaal was nog tot ver in de jaren 1960 een station met een draaischijf die dagelijks gebruikt werd voor het keren van Duitse stoomlocomotieven. Deze brachten internationale treinen vanuit Rheine naar Nederland. In Oldenzaal werden ze afgewisseld door een elektrische locomotief van de Nederlandse Spoorwegen. De stoomlocomotieven werden gekeerd en van water voorzien om daarna een trein over te nemen richting Duitsland. Voor de verzorging was een kort zijspoortje aanwezig waarnaast een waterkolom stond. Na beëindiging van de stoomtractie in Duitsland zijn draaischijf en waterkolom afgebroken en vervangen door een zijspoortje met een postperron. Nadat in de jaren 1990 aan het postvervoer per trein een einde kwam werden spoor en perron verwijderd.
Tot 9 december 2023 vertrok stoptrein RS24 (Zutphen - Oldenzaal) vanaf spoor 1. De wachtende trein was daar een obstakel voor de trein uit Berlijn. Om die reden ontstonden er plannen voor de aanleg van een extra perronspoor aan de noordzijde. Dit is geen herstel van het eerdergenoemde postperron, want het nieuwe spoor is toegankelijk vanuit Hengelo. De aanleg van het extra perron en spoor begon in juni 2023 en werd afgerond in november 2023. Sindsdien is de bestaande spoornummer 1 gewijzigd naar 1a, de nieuwe perronspoor kreeg spoornummer 1b. Per 10 december 2023 stopt de stoptrein Zutphen - Oldenzaal op spoor 1b als de Intercity Berlijn station Oldenzaal wil passeren. De reistijd van deze intercity wordt door een reeks aanpassingen een half uur korter.

## Derde stationsgebouw

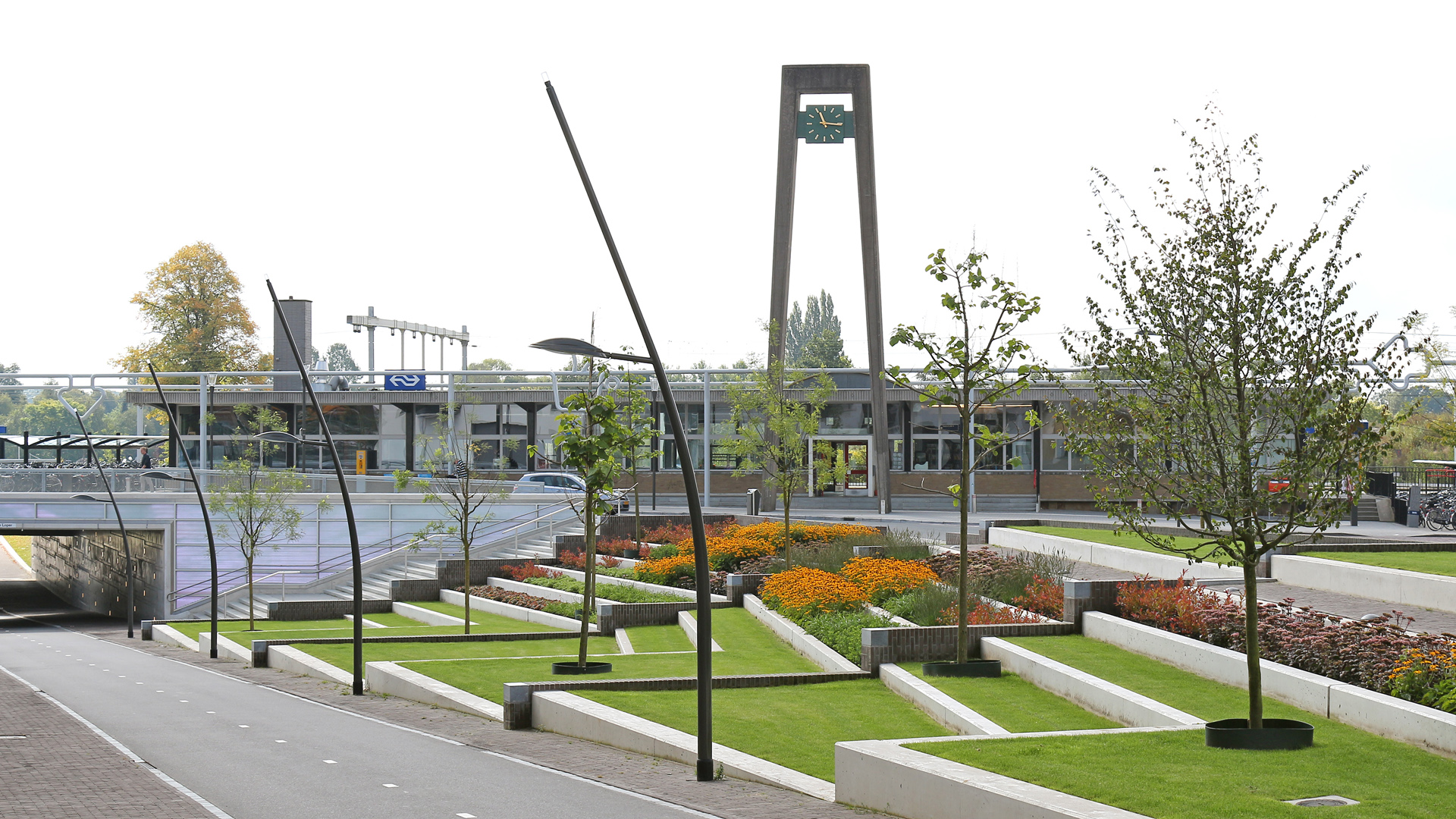
Station Oldenzaal in 2014

Het stationsgebouw is in 2013 geheel gerenoveerd. Het karakteristieke aanzicht van het gebouw is behouden gebleven, de binnenkant is vernieuwd. Daarnaast is een grote tunnel genaamd 'Groene Loper' onder het spoor aangelegd om het station bereikbaarder te maken. Het stationsgebouw is eigendom van ProRail die het verhuurt aan De Werkwijzer Oldenzaal.

## Afbeeldingen

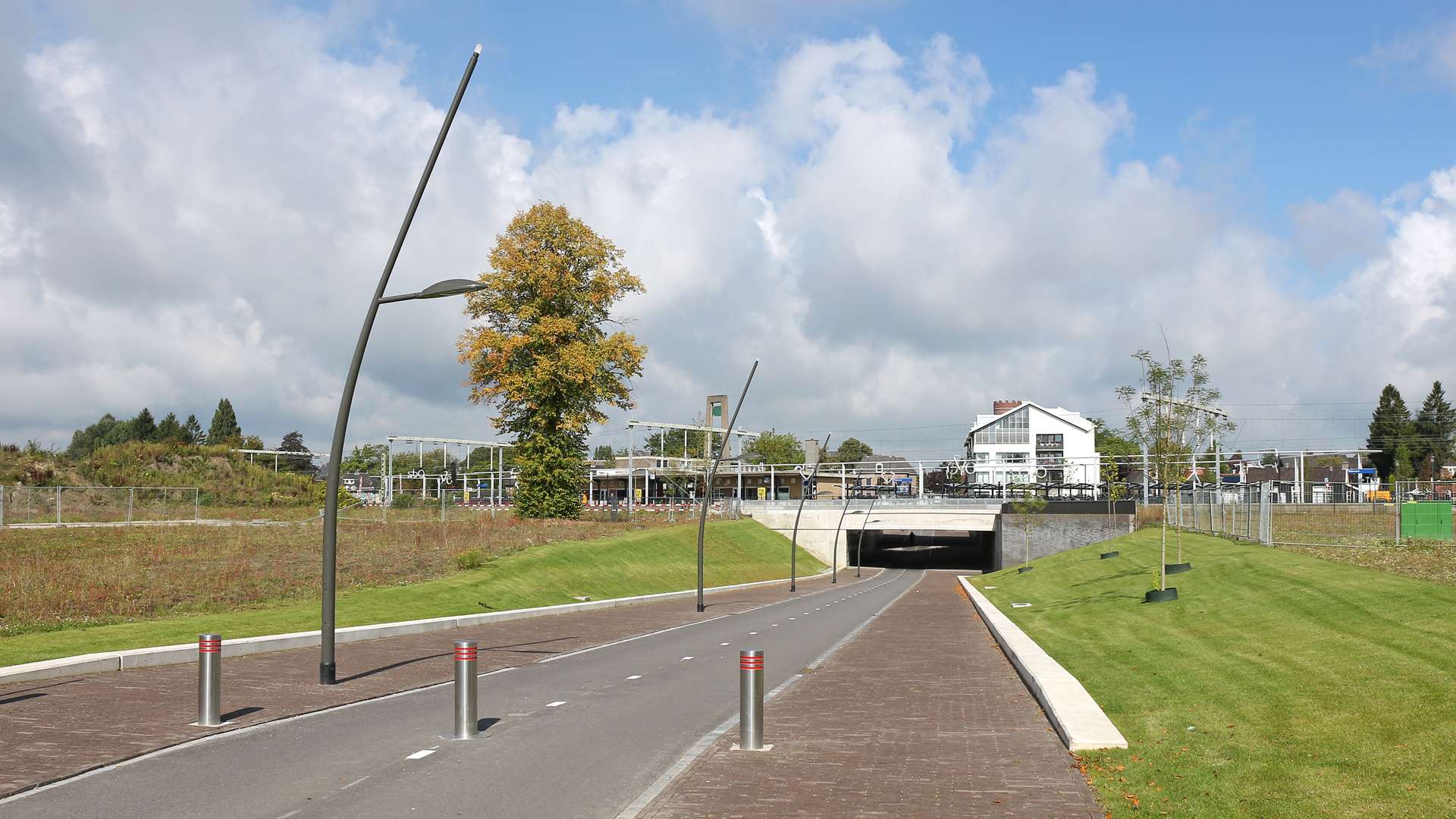
Achterzijde van het station
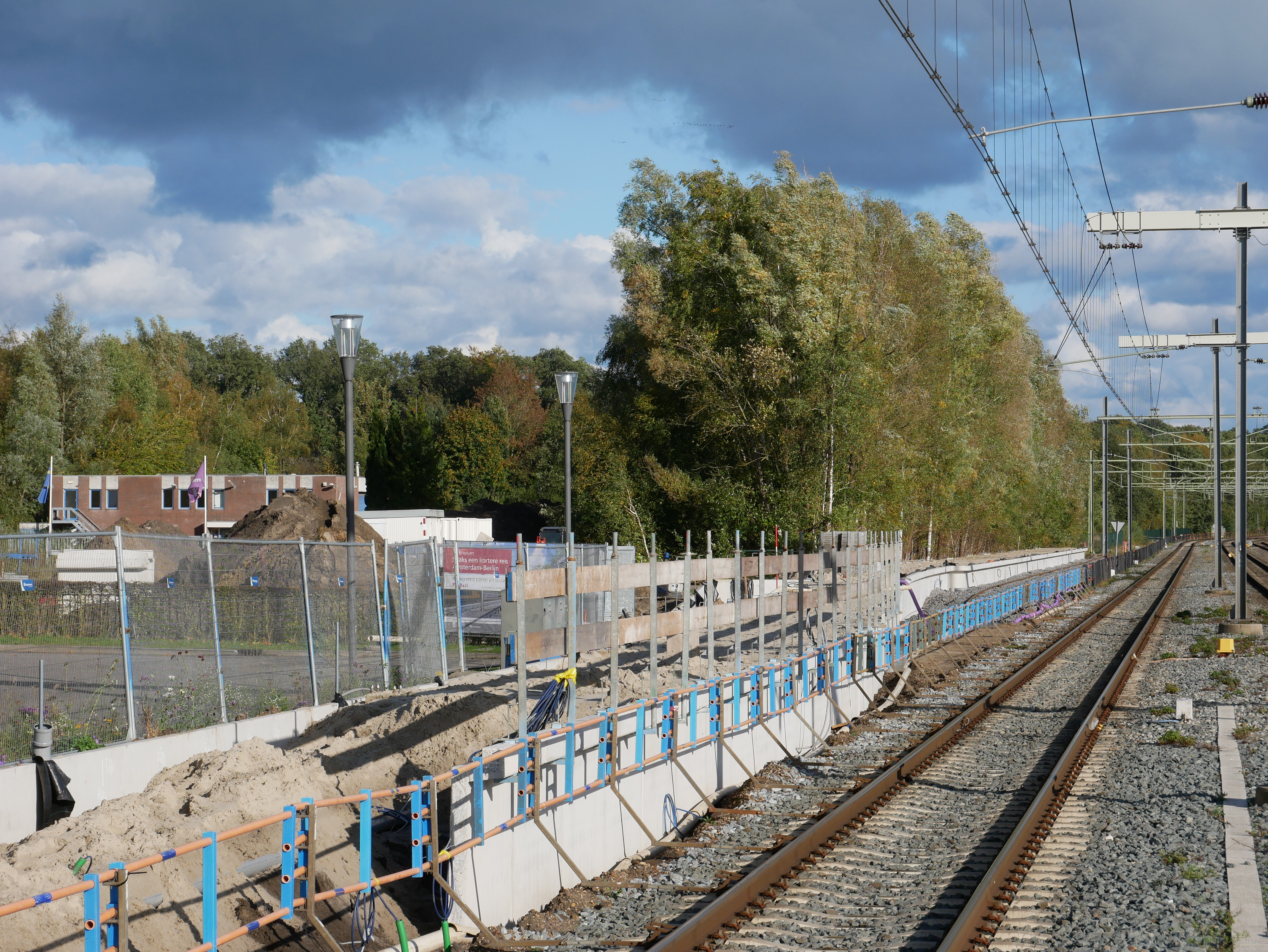
Bouw nieuw perron 1b
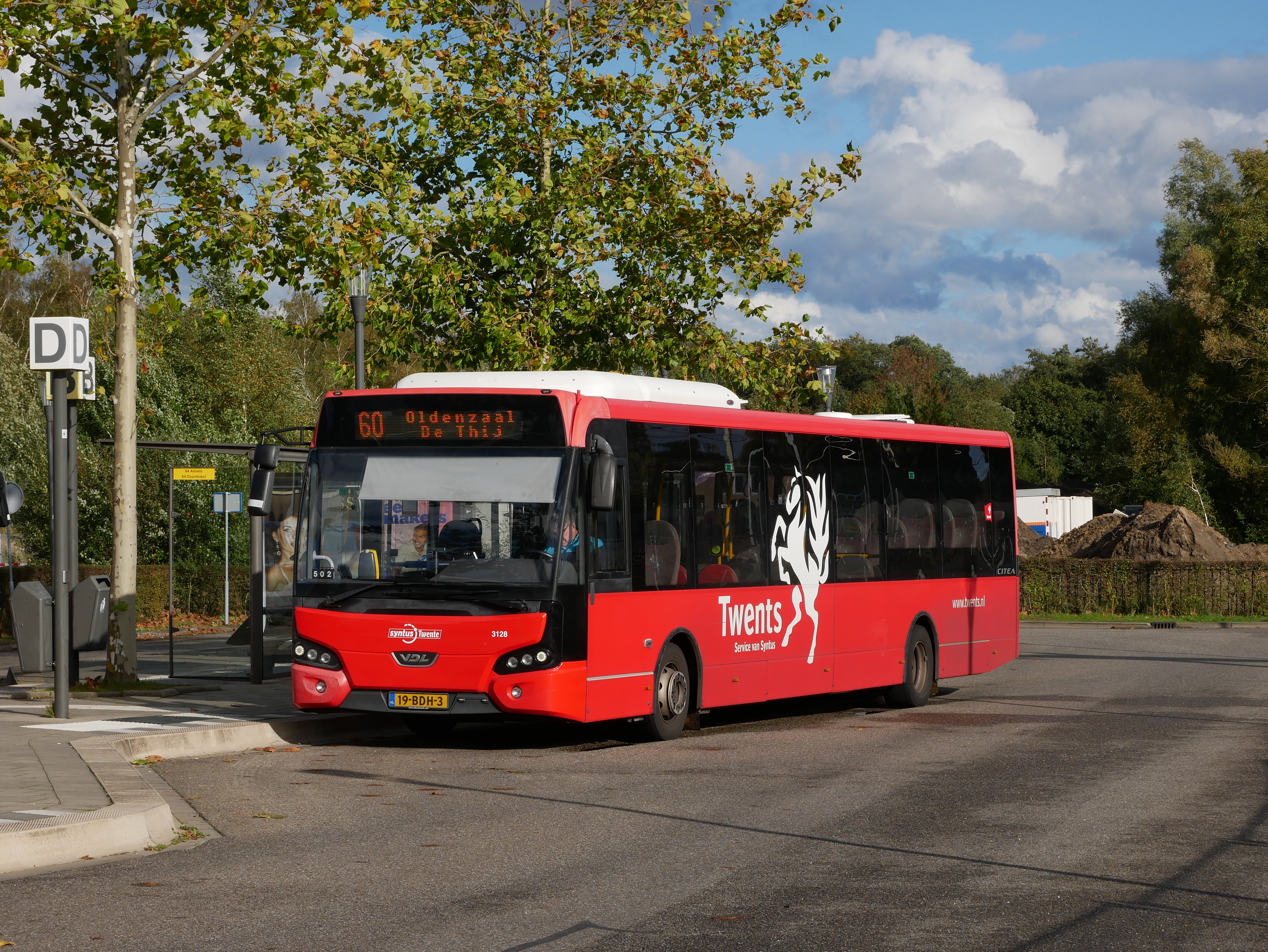
Bushalte
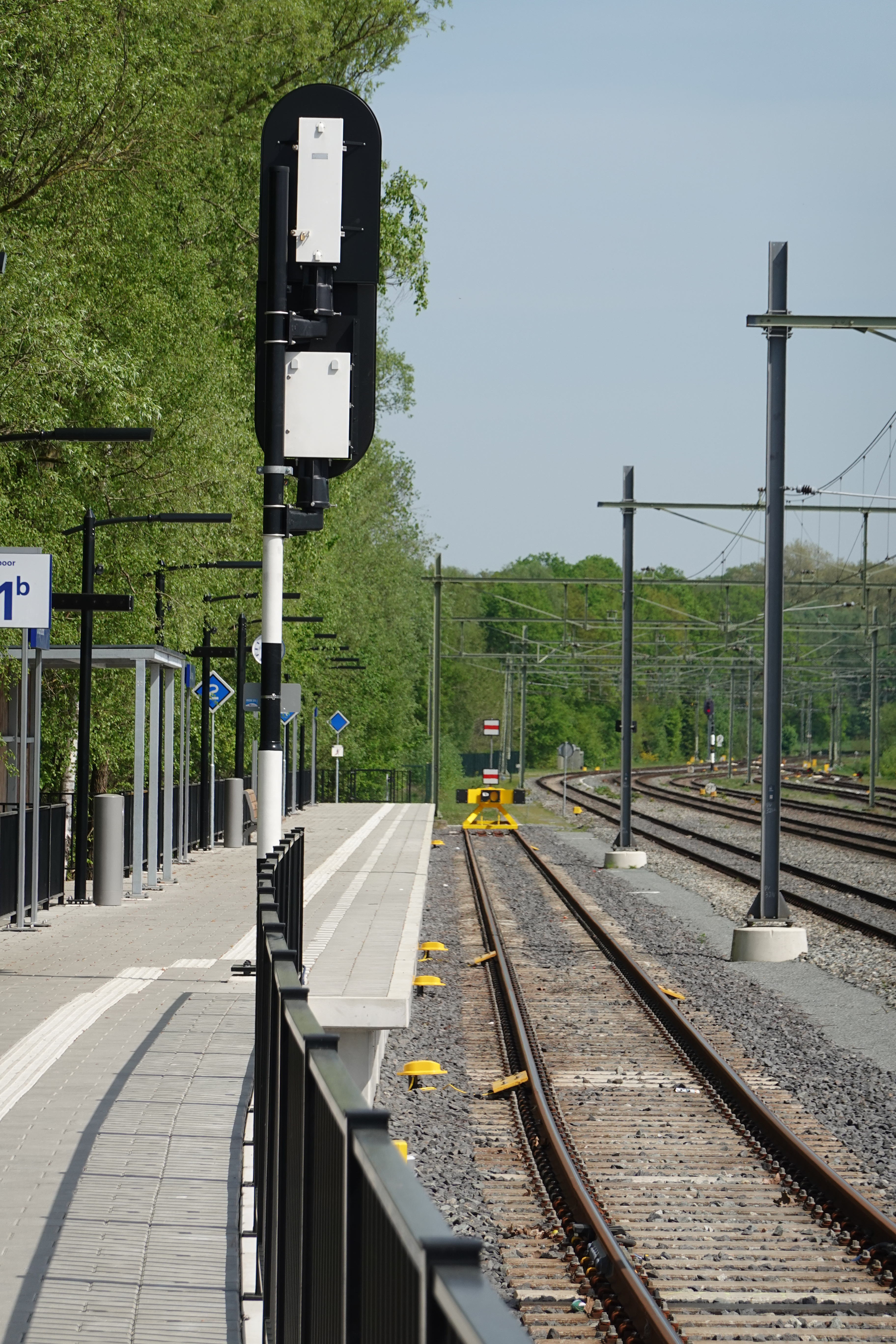
Nieuw perron in 2024

## Treindienst
Lange tijd stopten vrijwel alle internationale treinen van en naar (Noord-)Duitsland en verder in Oldenzaal. Zo had de stad rechtstreekse verbindingen met belangrijke Duitse steden enerzijds en de Randstad anderzijds. Op de tijdstippen dat er geen internationale treinen reden, reden er pendeltreinen tussen Hengelo en Oldenzaal. Met de ingang van de dienstregeling 1992/93 kwam er een einde aan stoppende internationale treinen. Alleen de pendeltreinen bleven over.
Vanaf de dienstregeling 1998/99 is de pendeldienst gekoppeld aan de stoptreindienst tussen Hengelo en Zutphen. De treinen reden eenmaal per uur tussen Oldenzaal en Zutphen en tweemaal tussen Oldenzaal en Hengelo. Tussen december 2003 en december 2023 werd de dienst uitgevoerd door Syntus, sindsdien rijden de treinen ieder halfuur het hele traject. Sinds 10 december 2023 werd dit traject voortaan gereden door Arriva.
Vanaf 12 december 2010 exploiteerden Syntus en de Bentheimer Eisenbahn bij wijze van proef gedurende drie jaar gezamenlijk een treindienst tussen Hengelo en Bad Bentheim, waarbij gestopt werd op het station Oldenzaal. De uurdienst bleek niet rendabel en na drie jaar werd de dienst op 8 december 2013 opgeheven. Sinds februari 2018 wordt Oldenzaal bediend door de RB61 (Bielefeld - Osnabrück - Bad Bentheim) van Eurobahn door die lijn te verlengen naar Hengelo. De gebruikte treinstellen zijn geschikt voor de Duitse én Nederlandse bovenleiding.
In de dienstregeling 2025 wordt het station aangedaan door de volgende treinseries:
| Serie       | Treinsoort                      | Route                                                                                      | Bijzonderheden          |
| ----------- | ------------------------------- | ------------------------------------------------------------------------------------------ | ----------------------- |
| 20350 RB 61 | Stoptrein/Regionalbahn (Keolis) | Hengelo – Oldenzaal – Bad Bentheim – Rheine – Osnabrück Hbf – Bünde(Westf) – Bielefeld Hbf | Wiehengebirgsbahn       |
| 31200 RS 24 | Stoptrein (Arriva)              | Zutphen – Hengelo – Oldenzaal                                                              | Onderdeel van Blauwnet. |

## Busverbindingen
Sinds 2003 bevindt zich aan de voorzijde van het station weer het hoofdbusstation van Oldenzaal, dat zich voorheen in het centrum bevond. In de periode 2008-2013 is er een tijdelijk busstation nabij het station geweest. Per 8 december 2013 is het definitieve vernieuwde busstation in gebruik genomen. Hier stoppen de bussen van Arriva naar verschillende plaatsen in Noordoost-Twente.
| Lijn | Route                                              | Via                                                                          | Soort     |
| ---- | -------------------------------------------------- | ---------------------------------------------------------------------------- | --------- |
| 60   | Oldenzaal Station - Enschede Station               |                                                                              | Streekbus |
| 62   | Denekamp Onder de Linden - Enschede Station        | Oldenzaal Station, Lonneker                                                  | Streekbus |
| 64   | Almelo Station - Oldenzaal Station                 | Mariaparochie, Harbrinkhoek, Geesteren, Tubbergen, Vasse, Ootmarsum, Rossum  | Streekbus |
| 66   | Almelo Station - Overdinkel Schoolstraat           | Albergen, Fleringen, Weerselo, Oldenzaal De Essen, Oldenzaal Station, Losser | Streekbus |
| 593  | Oldenzaal Station - De Lutte Rooms Katholieke Kerk | Oldenzaal Centrum                                                            | Buurtbus  |

0,8: Almelo ·
2,7: Almelo de Riet ·
7,1: Zenderen ·
10,1: Borne ·
15,4: Hengelo ·
Hengelo GOLS ·
17,2: Hengelo Oost ·
26,2: Oldenzaal ·
16,7: Gildehaus ·
13,7: Bad Bentheim ·
Bad Bentheim Nord ·
9,3: Schüttorf ·
0,0: Salzbergen
Almelo · 
-De Riet · 
Borne · 
Daarlerveen · 
Dalfsen · 
Delden · 
Deventer · 
-Colmschate · 
Enschede · 
-De Eschmarke · 
-Kennispark · 
Glanerbrug · 
Goor · 
Gramsbergen · 
Hardenberg · 
Heino · 
Hengelo · 
-Gezondheidspark ·
-Oost · 
Holten · 
Kampen · 
-Zuid ·
Mariënberg · 
Nijverdal · 
Oldenzaal ·
Olst · 
Ommen · 
Raalte ·
Rijssen · 
Steenwijk · 
Vriezenveen · 
Vroomshoop · 
Wierden · 
Wijhe · 
Zwolle · 
-Stadshagen
Stations van de Museum Buurtspoorweg:
Haaksbergen · Zoutindustrie · Boekelo

Voormalige stations: zie de lijst van voormalige spoorwegstations in Overijssel